# Cocotitlán
Cocotitlán è un comune del Messico, situato nello stato di Messico.